# It's a Small World (After All)
It's a Small World (After All), ou simplesmente It's a Small World, é uma música composta pelos irmãos Robert B. Sherman e Richard M. Sherman, em 1962, para a atração PEPSI Presents Walt Disney’s ‘It’s a Small World’, a Salute to UNICEF and the World’s Children, dos parques temáticos da Disneylândia. A canção foi composta após a Crise dos Mísseis Cubanos de 1962, que influenciou a mensagem da música de paz e fraternidade. Um terceiro verso comemorando o 50º aniversário da atração foi escrito e popularizado, mas não incorporado ao passeio.
Estima-se que esta música é a peça musical mais executada e traduzida da Terra. Em 2014, pesquisadores da revista Time, estimaram que a música tenha tocado quase 50 milhões de vezes em todo o mundo apenas nas atrações, superando as estimativas de rádio e TV de You're Lost That Lovin 'Feelin' e Yesterday, que se acreditava terem sido tocadas pelo menos oito e sete milhões de vezes, respectivamente. Os pesquisadores da revista, após uma investigação completa e detalhada, chegaram a seguinte conclusão: "a música foi executada em cinco parques da Disney durante 54.020 dias, por, aproximadamente, 16 horas diárias; a música deve ter sido executada cerca de 65 milhões de vezes. Descontando os dias de inverno (quando os parques abrem em horário reduzido), a conta final é de 'nada menos' que 50 milhões de vezes. Este número, contudo, envolve apenas o tempo em que a música foi tocada publicamente, sem contar os milhões e milhões de vezes que pode ter soado em casas particulares em todo o mundo, voluntária ou involuntariamente. Pode-se pensar, desta forma, que esta música é um dos maiores sucessos da publicidade de todos os tempos".

## Histórico da composição
"Children of the World" foi o título de trabalho da atração. Sua trilha sonora provisória, que pode ser ouvida no álbum, apresentava os hinos nacionais de cada país representados ao longo do percurso, todos tocando ao mesmo tempo, o que resultou em cacofonia desarmônica. Walt Disney conduziu um passeio pelo modelo de atração em escala com seus compositores Robert B. Sherman e Richard M. Sherman, dizendo: "Eu preciso de uma música que possa ser facilmente traduzida em vários idiomas e tocada como uma rodada". Os irmãos Sherman, então, escreveram "It's a Small World (After All)" após a Crise dos Mísseis Cubanos de 1962, que influenciou a mensagem da música de paz e fraternidade. Quando a apresentaram pela primeira vez a Walt, tocaram como uma balada lenta. Walt pediu algo mais alegre, então eles aceleraram o ritmo e cantaram em contraponto. Walt ficou tão encantado com o resultado final que renomeou a atração de "It's a Small World", em homenagem à música dos Sherman Brothers.

### Versão em português
A versão em português da canção, "Pequeno Mundo",  foi escrita por Rogério Cardoso. Foi interpretada pela primeira vez em 1966, por Moacyr Franco e Guto, seu filho.

## Na cultura popular

### Videogames
- No Epic Mickey, Wasteland teve sua própria visão do passeio. A Torre do Relógio também serve como chefe, depois de ouvir "It's a Small World (After All)" por 52 anos.
- Em 1992, Epic Megagames "Super ZZT", volume sete, Monster Zoo; Depois de terminar o primeiro nível, uma versão do Chiptune pode ser ouvida.

### Transporte
- Essa música é a melodia de partida da plataforma 2 da estação Maihama.

### Ciência
- Em 2003, cientistas americanos traduziram esta música em uma série de segmentos de DNA de 150 pares de bases de comprimento, inserido-os nas bactérias extremófílas Deinococcus radiodurans e demonstrou que eles ainda poderiam recuperá-la 100 gerações bacterianas mais tarde.[8]